# Robert R. McMath
Robert Raynolds McMath (* 11. Mai 1891 in Detroit; † 2. Januar 1962 in Bloomfield Hills, Michigan) war ein US-amerikanischer Astronom, Ingenieur und Unternehmer, der auf dem Gebiet der Sonnenforschung arbeitete.

## Leben
McMath wurde als Sohn des vermögenden Brückenbauingenieurs Francis Charles McMath 1891 in Detroit geboren. Er studierte an der University of Michigan und machte 1913 den Bachelor-Abschluss im Bauingenieurwesen. Anschließend  war er als Brückenbauingenieur im Unternehmen seines Vaters und in einer weiteren Firma tätig. Während des Ersten Weltkrieges wurde er 1917 zum Armeedienst eingezogen. Nach Kriegsende wurde er Generaldirektor der Biltmore Forest Eastates Company in North Carolina. Nach seiner Rückkehr nach Detroit 1921 ging er zur Motors Metal Manufacturing Company, wurde zunächst Assistant Manager, 1925 Präsident, 1938 Vorsitzender des Aufsichtsrates und war bis zu seinem Tod dort tätig.
McMath interessierte sich ebenso wie sein Vater für Astronomie. Anfang der 1920er Jahre kamen sie in Kontakt zu dem Amateurastronomen Henry S. Hulbert, einem vermögenden Richter in Detroit. 1922 erwarben sie ein kleines Teleskop, Robert McMath konstruierte 1926 ein etwas größeres und 1930 gründeten sie nahe Lake Angelus in Michigan das McMath-Hulbert-Observatorium, das seinen Namen 1931 erhielt. Die engen Verbindungen zur Firma Motors Metal ermöglichten ihnen den Bau neuer Geräte zur Sonnenbeobachtung. Bekannt wurde Robert R. McMath durch die Weiterentwicklung des Spektroheliografen für Filmaufnahmen. Das Gerät ging in die Geschichte der Astronomie als Spektroheliokinematograf  (engl. spectroheliokinematograph) ein. Anfang der 1930er Jahre publizierte er seine ersten wissenschaftlichen Arbeiten. 1933 erhielten er, sein Vater Francis C. McMath und Henry S. Hulbert die John Price Wetherill Medal des Franklin Institute. In den Folgejahren war er maßgeblich an der Entwicklung  weiterer Geräte zur Sonnenbeobachtung sowie von Sonnenteleskopen beteiligt. Seit der Gründung des McMath-Hulbert-Observatoriums bis zu seinem Tod Anfang 1962 war er Direktor dieser Forschungseinrichtung. Von 1945 bis 1960 war er Professor an der University of Michigan.
1938 wurde er Fellow der American Association for the Advancement of Science. 1942 wurde er zum Mitglied der American Philosophical Society gewählt. 1958 wurde er in die National Academy of Sciences aufgenommen. Er war Mitglied der Royal Astronomical Society. Von 1952 bis 1954 war er Präsident der American Astronomical Society.
1961 wurde das am Kitt-Peak-Nationalobservatorium eingeweihte Sonnenteleskop nach ihm und dem Astronomen A. Keith Pierce benannt: McMath-Pierce Solar Telescope. Der 1963 entdeckte Asteroid (1955) McMath wurde ebenfalls nach ihm benannt.
Der Mondkrater McMath wurde 1970 nach seinem Vater und ihm benannt.

## Schriften (Auswahl)
- Robert R. McMath: The tower telescope of the McMath-Hulbert Observatory. In: Publications of the Observatory of the University of Michigan. Band 7, Nr. 1, 1939, S. 1–P19.
- Robert R. McMath: The McGregor Building and Tower Telescope of the McMath-Hulbert Observatory. In: Nature. Band 146, 1940, S. 287–288.
- Leo Goldberg, Orren C. Mohler, Robert R. McMath, A. Keith Pierce: Carbon dioxide in the infra-red solar spectrum. In: Physical Review. Band 76, 1949, S. 1848.
- Robert R. McMath: Solar spectroscopy with a vacuum spectrograph. In: Astrophysical Journal. Band 123, Nr. 1, 1956, S. 1–8.
- Robert R. McMath, Orren C. Mohler, A. Keith Pierce, Leo Goldberg: Preliminary results with a vacuum solar spectrograph. In: Astrophysical Journal. Band 124, Nr. 1, 1956, S. 1–12.
- Robert R. McMath, A. Keith Pierce: The Large Solar Telescope at Kitt Peak I. In: Sky and Telescope. Band 20, 1960, S. 64.